# طراحی رقص

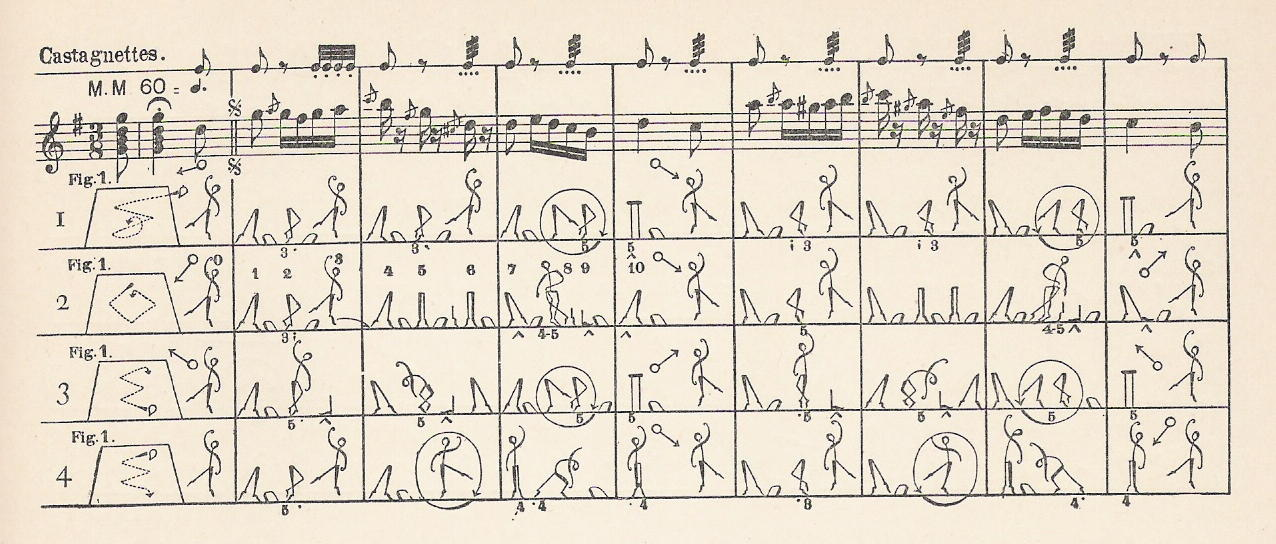
رقص‌نگاری برای رقص اسپانیایی Cachucha، شرح داده شده با به‌کارگیری نمادگان رقص

رقص‌نگاری، طراحی رقص یا کُرِئوگرافی (به انگلیسی: Choreography) به طراحی حرکات هماهنگ و موزون بازیگران در نمایش گویند. به شخصی که این کار را می‌کند رقص‌نگارگر، طراح رقص یا کرئوگرافر (به انگلیسی: Choreographer) گویند.
رقص‌نگاری هنر طراحی، ترکیب‌بندی و ترتیب دادن رقص است که در چارچوب یک ساختار برنامه‌ریزی‌ شده و معین حرکات بدنی را نمایش می‌دهد. رقص‌ نگارگر یک یا چند رقصنده را آموزش داده و به هماهنگ‌سازی حرکت‌ها و جنبش‌های آنان با هم به منظور آفرینش یک اثر نمایشی می‌پردازد.

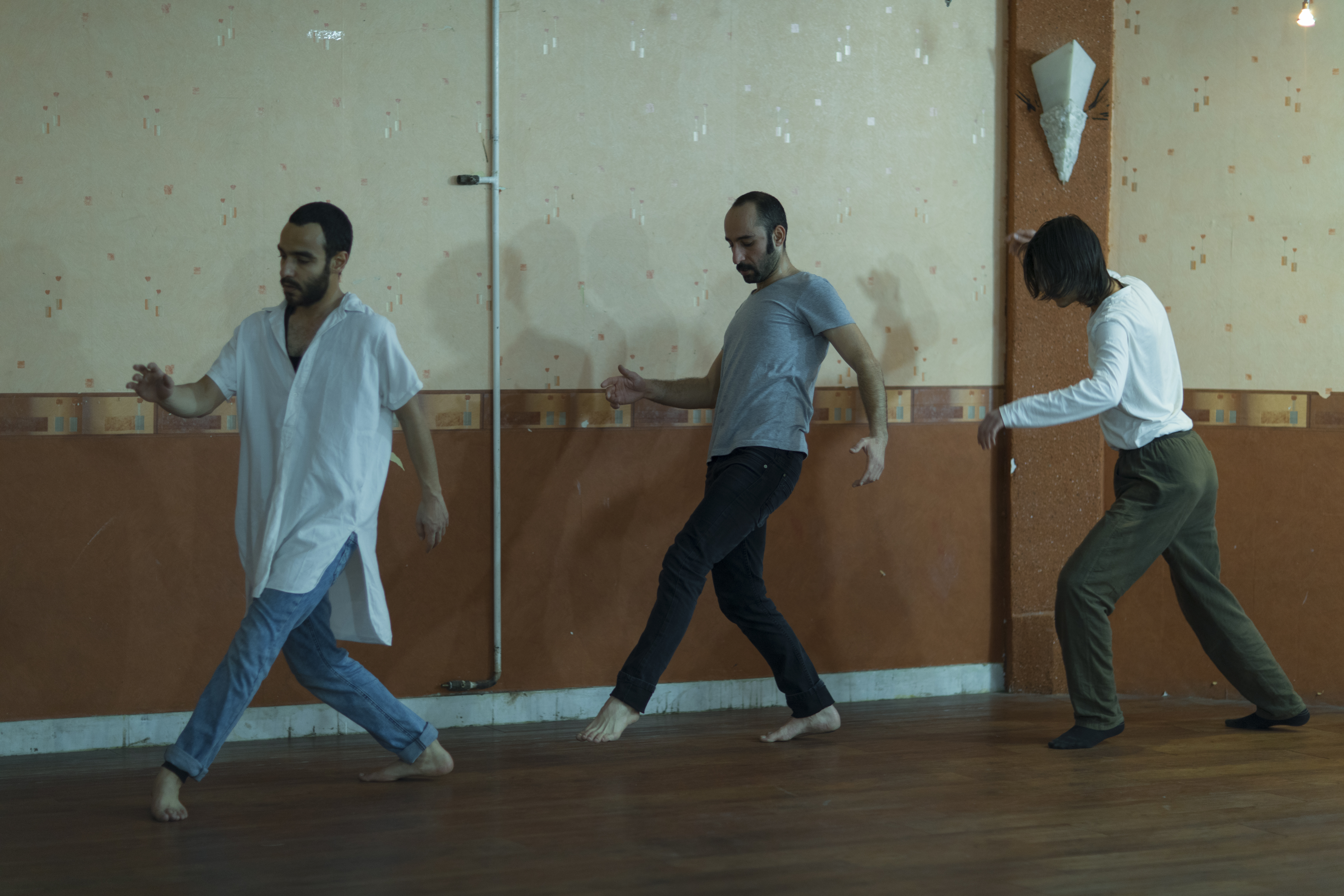
سه بازیگر تئاتر تجربی در حال طراحی رقص شخصی

امروزه کریو گرافی یا رقص‌ نگاری در میدان‌های گوناگونی اجرا می شود از جمله باله، اپرا، تئاتر موزیکال، چییرلیدینگ، فیلم‌برداری، ژیمناستیک، نمایش‌های مد، اسکیت بر یخ، باندِ مارش، کُرِ نمایشی، تئاتر، شنای همگام‌شده، کارتمندی، فرآورشِ بازی ویدیویی و هنر جانیده.

## ریشه‌ شناسی
واژهٔ کریو گرافی در لغت به معنای "رقص-نوشتن" از واژه‌های یونانی "χορεία" (رقص دایره‌ای، ببینید choreia) و "γραφή" (نوشتن) است. این نخست در فرهنگ واژه‌نامهٔ انگلیسی آمریکایی در دههٔ ۱۹۵۰ پدیدار شد، و «کریوگرافر» نخست به‌ عنوان یک اعتبار برای ژورژ بالانشین در نمایش برادوی بر انگشتان پایت در سال ۱۹۳۶ استفاده شد. پیش از این، اعتبارات صحنه و اعتبارات (تیتراژ) فیلم از عبارت‌هایی مانند «هم‌ نوایی‌های صحنه‌ سازی‌شده توسط»، «رقص‌های صحنه‌ سازی‌ شده توسط»، یا به سادگی «رقص توسط» برای معنای صریح رقص‌نگارگر استفاده می‌کردند.

## کاربردهای دیگر
واژهٔ رقص‌ پردازی به هر نوع کارگردانی حرکات منظم انسانی گفته می‌شود. به عنوان مثال:
- هلهله‌چی
- ژیمناستیک
- اسکیت روی یخ
- شنای هماهنگ

## ممنوعیت در ایران
در اسفند ۱۴۰۰ امیر امیری مدرس طراحی حرکت‌های نمایشی در پستی در صفحۀ اینستاگرام خود که پس از مدتی پاک شد، نوشت «از طریق وزارت اطلاعات کشور تفهیم شدم که به طور کلی هرگونه رقص در کشورم جرم بوده و متعهد می‌شوم از این به بعد در حوزه حرکت، کریوگرافی و رقص معاصر فعالیت نخواهم کرد.» روزنامۀ اعتماد با تهیۀ گزارشی از مشکلات تئاتر در ایران با اشاره به این موضوع نوشت: «این‌که کدام بخش قوانین کشور می‌گوید طراحی حرکات نمایشی ممنوعیت دارد بر ما پوشیده مانده» است.